# Hochlar
Hochlar ist ein Stadtteil (Bezirk 106) von Recklinghausen im nordrhein-westfälischen Kreis Recklinghausen. Auf einer Fläche von 2,572 km² leben rund 4.700 Einwohner. Mit nur etwa 54 arbeitslosen Bürgern 30. Juni 2022 hat Hochlar die niedrigste Arbeitslosenquote aller Stadtteile Recklinghausens. 

## Geographie

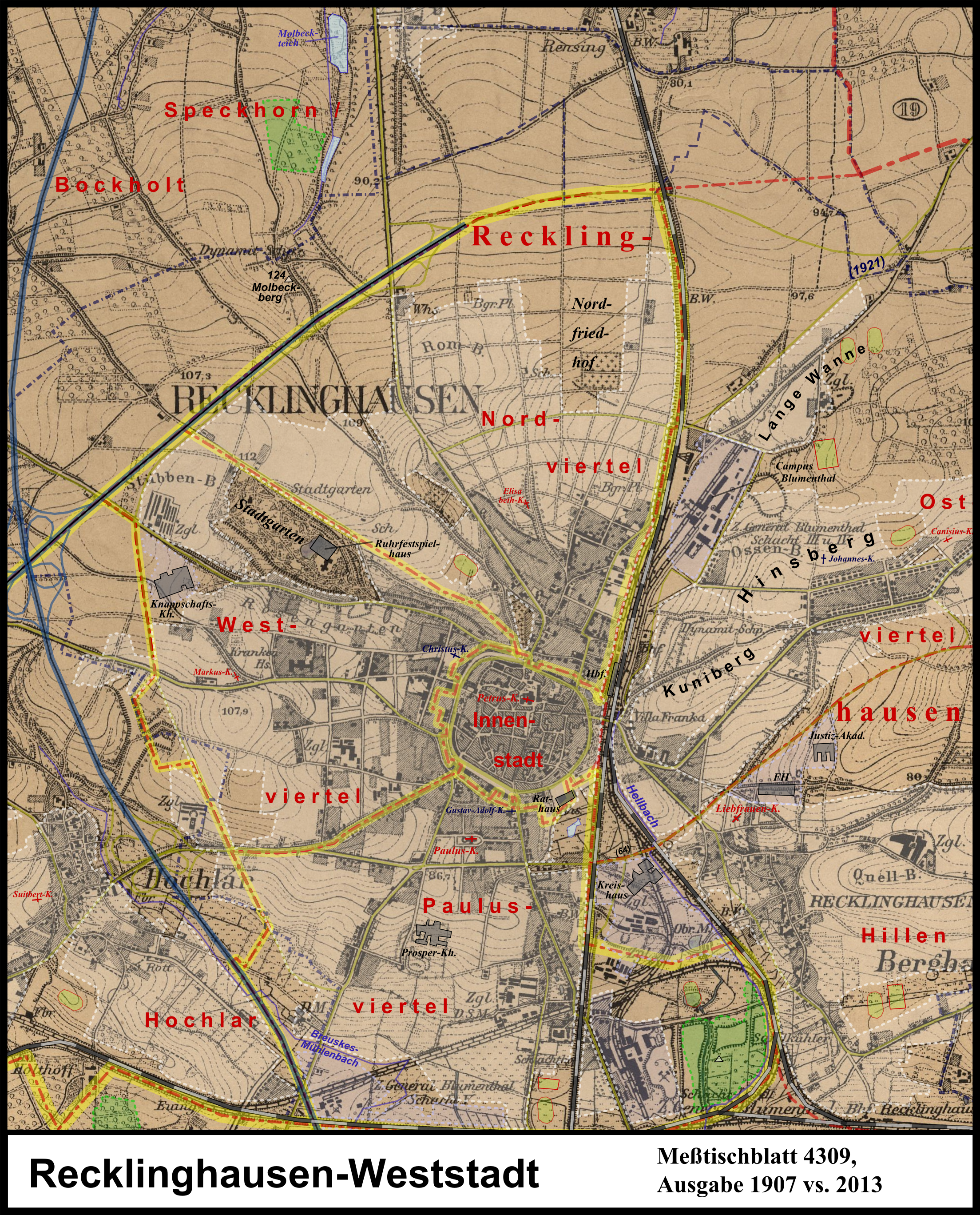
Siedlungsentwicklung der Weststadt Recklinghausens nebst Hochlar seit 1907
(→ Gleicher Ausschnitt ohne Karte von 2007 (nur aktuelle Siedlungsflächen), → Legende)

Hochlar liegt im nordwestlichen Bereich der Stadt Recklinghausen, westlich der Innenstadt, und grenzt nach Westen an Herten (-Disteln). Der Ort wird vom (allerdings ganz auf der Hertener Seite fließenden) Resser Bach, einem Zufluss des Holzbachs, westlich flankiert und vom Breuskes Mühlenbach, einem Zufluss des Hellbachs, von Osten, wobei beide Bäche nach Südsüdosten fließen. Der Stadtteil geht nominell nach Osten über Breuskes Mühlenbach und die ihn von Osten flankierende A 43 hinaus bis zum Westring. Dieser folgt in etwa der historischen Grenze von Recklinghausen-Stadt zu Recklinghausen-Land, wozu neben Hochlar auch Disteln und diverse weitere heutige Stadtteile Hertens, Marls und Recklinghausens gehörten.
Haupt-Verkehrsader ist die in Südwest-Nordost-Richtung verlaufende, vom Hertener Zentrum zu dem von Recklinghausen führende Landesstraße L 622 (Akkoallee), die nach Nordosten, an der Anschlussstelle Recklinghausen/Herten der A 43, in die B 225 übergeht, welche knapp jenseits der Autobahn zum Westring hin nach Norden „abbiegt“. Ein kurzer Abschnitt der L 511 zwischen Westerholt und Oer-Erkenschwick begrenzt den Stadtteil nach Norden, nach Süden endet er an der Eisenbahntrasse zwischen Buer und Suderwich (Bahnstrecke Oberhausen-Osterfeld–Hamm).

### Historische Ostgrenze
Wie die Vergleichslarte 1907 vs. 2013 zeigt, verlief die Ostgrenze Hochlars entlang Kleinwegen, die heute keine Rolle mehr spielen. Auf dem Messtischblatt von 1921 ist die alte Grenze noch eingezeichnet, auf dem von 1926, dem Jahr des Beitritts zu Recklinghausen, war der Westring bereits erbaut und offenbar als neue Ostgrenze des Stadtteils gedacht. Mindestens von 1942 bis 1989 verlief über ihn ein Abschnitt der damaligen B 51 in Richtung Herne und Bochum, die namentlich aufgegeben wurde, da sie durch die A 43 ersetzt wurde. Die B 225 hingegen kreuzte den Westring früher nur und führte über die Dorstener Straße bis in die Stadtmitte.
Historisch steht das Tykwer-Haus (WestRingCenter) auf Hochlarer Boden, das frühere Ewald-Verwaltungsgebäude und Fernmeldeamt zur Hälfte. Andererseits lagen einige Teile westlich des Westrings in Recklinghausen-Stadt, etwa das Mercedes-Zentrum und das Technische Rathaus. Vom nördlichsten Segment des Ostpuffers nördlich des Westerholter Wegs mit der Straße Auf der Höhe lag nur ein kleiner Teil im Südosten in Hochlar.
Die Grenzen des statistischen Bezirks berücksichtigen ausgerechnet im Bereich um das NSG Pothgraben und Goestal, wo es keine Rolle spielt, die historische Grenze, wodurch das kleine (7,48 ha) Naturschutzgebiet in zwei verschiedenen Bezirken läge.

### Flächen
Das Kerngebiet Hochlars zwischen der Stadtgrenze zu Herten im Westen, dem Autobahnzubringer L 511 im Norden, der A 43 im Osten und den Bahngleisen im Süden hat eine Fläche von etwa 1,85 km², der Ostpuffer eine von 0,78 km², so man im durch Dorstener Straße, Westring und Ebertstraße begrenzten Segment nur das Tykwerhaus und die südwestlich benachbarten Geschäftshäuser bis zum Bach (Friedrich-Ebert-Straße 8 und 14, Wiesenstraße 1 und 2) herausrechnet. Südlich der Bahngleise liegen im statistischen Bezirk noch, offenbar aus historischen Gründen, das Gehöft Holthoff (Holzheide 69), das das Gebiet um 0,07 km² vergrößern würde.
Der statistische Bezirk kommt mit 2,57 km² auf etwas weniger als die Summe, da etwa die Hälfte des Naturschutzgebiets (um 0,05 km²) und Felder im Süden des Puffers sowie das Ostende der Rietstraße mit dem Haus Ebertstraße 28 zum Paulusviertel gerechnet wurden.

## Geschichte
Der Ort blickt auf eine lange Tradition im Vest zurück und fand erstmals im 9. Jahrhundert urkundliche Erwähnung als Huch Larhe (gerodeter Hügel). Auf dem Segensberg bei Hochlar wurden in der Frühen Neuzeit vermeintliche „Hexen“ verbrannt. Das Ortsbild des Dorfes war bis ins frühe 20. Jahrhundert von stattlichen Bauernhöfen geprägt, darunter die Höfe Backs (1787 erbaut) und Herms (1801 erbaut) und der Vogtshof (Hauptgebäude von 1804).

## Verkehr
Die VRR-Buslinien SB49, 249 und NE2 der Vestischen Straßenbahnen bedienen den Stadtteil.
| Linie | Verlauf | Takt (Mo–Fr)                                    |
| ----- | --- | ----------------------------------------------- |
| SB49  | Gelsenkirchen-Buer Rathaus – Gelsenkirchen-Resse – Herten Rathaus (Herten , 300 m) – Herten Mitte (Herten , 500 m) –Disteln Josefstr. – Hochlar – Viehtor – Recklinghausen Hbf | 30 min                                          |
| 249   | Gelsenkirchen-Buer Rathaus – Gelsenkirchen-Resse – Herten Rathaus (Herten , 300 m) – Herten Mitte (Herten , 500 m) – Disteln Josefstr. – Hochlar – Westviertel Moltkestr. – Paulusviertel Paulusstr. – Viehtor – Recklinghausen Hbf | 30 min (Buer–Herten) 15 min (Herten–Recklingh.) |
| NE2   | Bottrop ZOB Berliner Platz – Bottrop-Eigen – Ellinghorst – Gladbeck Goetheplatz – Gladbeck Ost Bf – Gelsenkirchen-Scholven – Bülse – Gelsenkirchen-Buer Rathaus – Gelsenkirchen-Resse – Herten Rathaus (Herten , 300 m) – Herten Mitte (Herten , 500 m) – Disteln Josefstr. – Hochlar – Westviertel Moltkestr. – Paulusviertel Paulusstr. – Viehtor – Recklinghausen Hbf NachtExpress: In den Nächten von Freitag auf Samstag, Samstag auf Sonntag und vor Feiertagen | 60 min                                          |

## Vereine
- SV Hochlar 28[6]
- Verkehrs- und Verschönerungsverein Hochlar,[7] veranstaltet das jährliche Hochlarer Krippenspiel
- BSG Hochlar 1860 und Heimatverein[8]
- Flugangelsport- und Gewässerschutzverein Recklinghausen e. V.[9]